# Fachschule Nr. 134 (Charkiw)

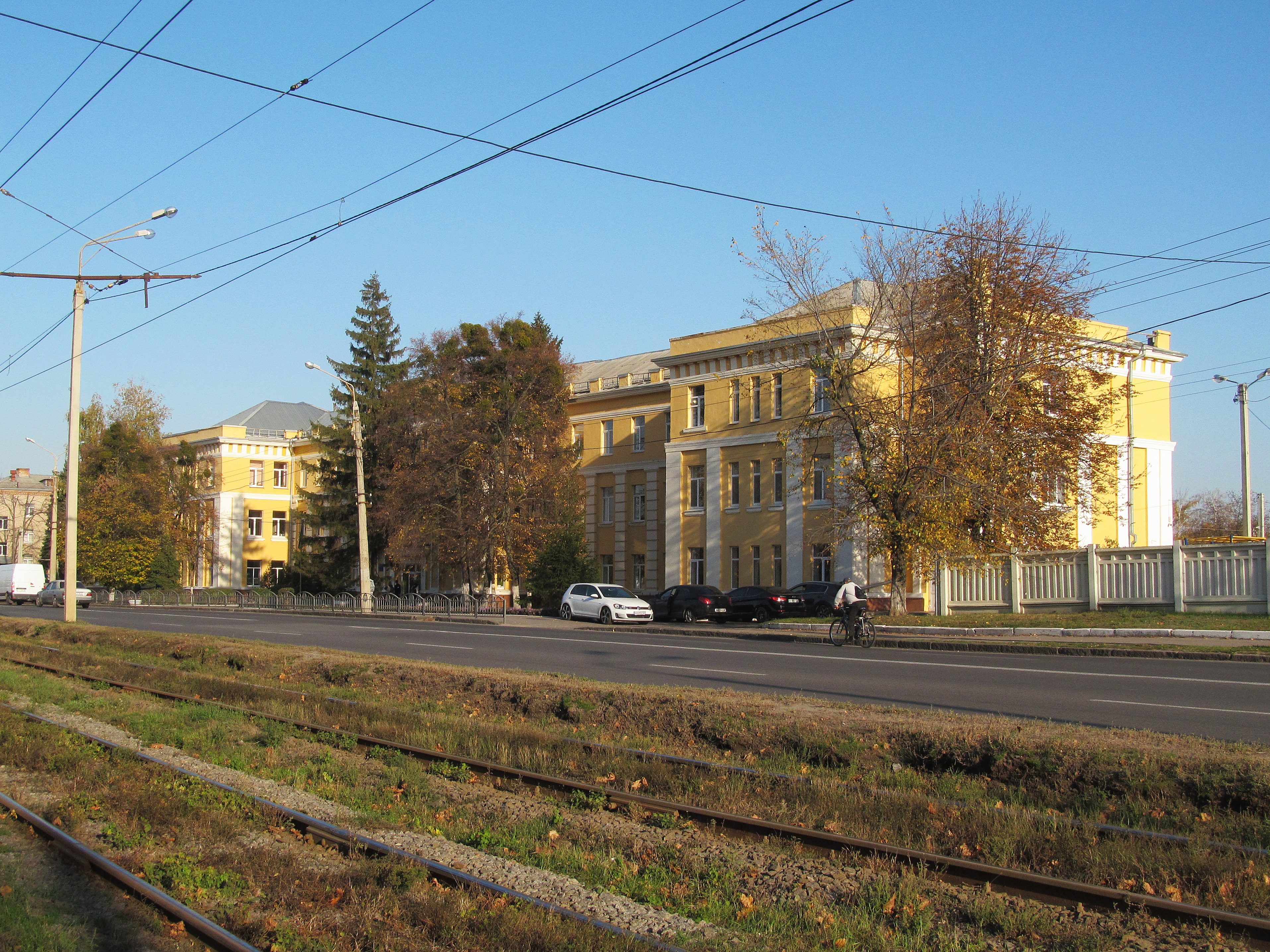
Spezialschule Nr. 134 in Charkiw, 2019

Die Fachschule Nr. 134 (ukrainisch Харківська спеціалізована школа №134) ist eine Fachschule für die deutsche Sprache im ukrainischen Charkiw. Ihr Gebäude wurde Ende Februar 2022 bei Kampfhandlungen im Rahmen des russischen Überfalls auf die Ukraine zerstört.

## Geschichte
Die Schule wurde im Jahr 1936 errichtet und wird dem Sozialistischen Klassizismus zugeordnet. Erster Direktor war Herasim Tschetschelnyzkyj (ukrainisch Герасим Логвинович Чечельницький). Im Jahr 1961 erfolgte die Spezialisierung der Bildungseinrichtung auf den vertiefenden Deutschunterricht. Östlich der Schule befindet sich ein Schulstadion, das 2018 modernisiert wurde. Dabei wurde auch die Fassade der Schule repariert.
Als Logo wählte man zuletzt einen abhebenden Vogel, bei dem der linke Flügel in den ukrainischen, der rechte Flügel in den deutschen Flaggenfarben gestaltet ist. Fest-Veranstaltungen der Schule richten sich nach deutschen und englischen Traditionen (etwa ein Laternenumzug am Martinstag oder Halloween). Zudem wird neben diesen katholischen Festtagen immer Ende April der „Feiertag der Wissenschaft“ veranstaltet. Zudem gibt es Veranstaltungen und Konzerte zum Tag der Deutschen Einheit oder zum Oktoberfest. Die Schule kooperiert mit zahlreichen deutschen Institutionen wie dem Goethe-Institut, der Kultusministerkonferenz oder dem DAAD.

### Zerstörung 2022

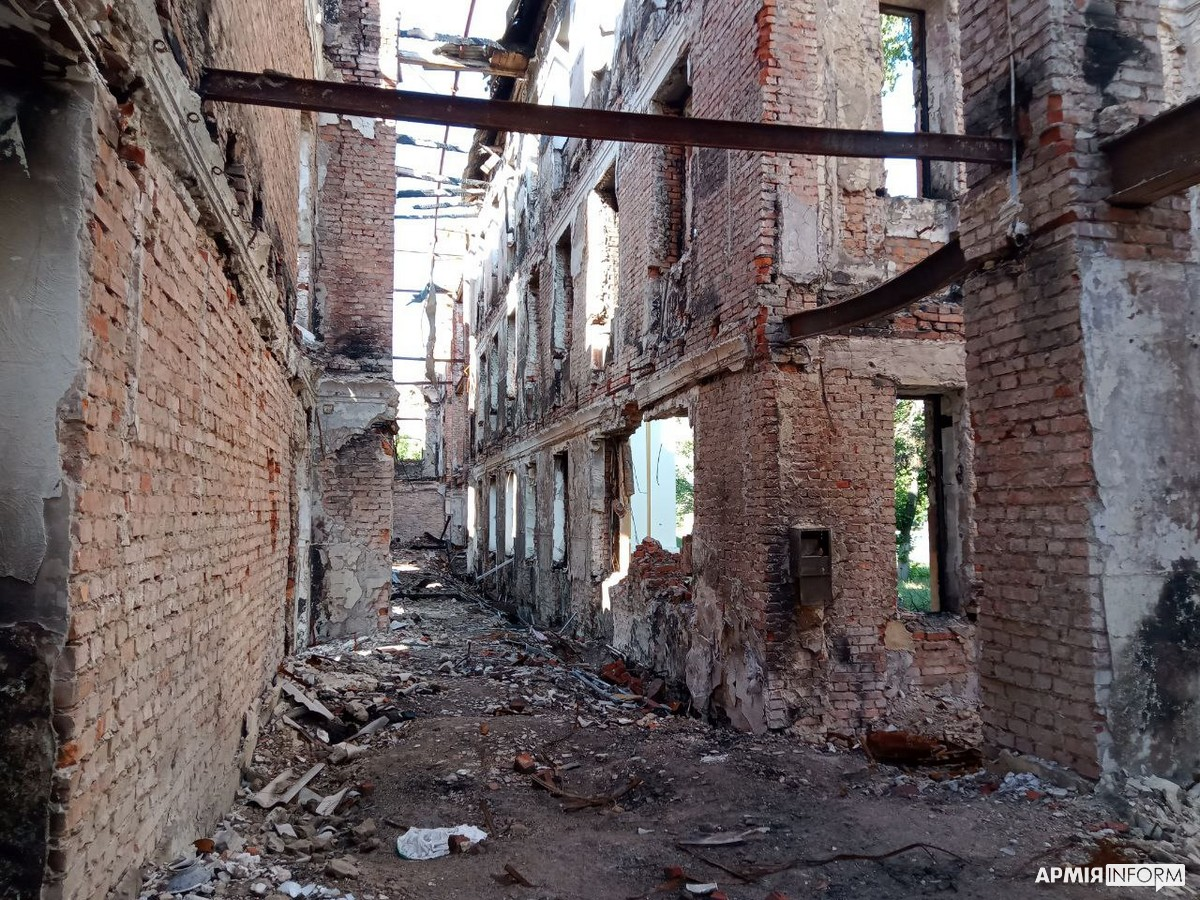
Schulruinen

In der Frühphase des russischen Überfalls auf die Ukraine kam es zur Schlacht um Charkiw, bei der russische und prorussische Einheiten auf die Stadt vorrückten. Die Schule nordöstlich der Innenstadt wurde am 27. Februar 2022 während des Rückzuges dieser Einheiten besetzt und bei der Wiedereroberung durch ukrainische Einheiten durch die Kampfhandlungen beider Seiten weitgehend zerstört. Die Schule brannte nach einem Granatentreffer am Nachmittags des 27. Februar aus, Dach und Zwischenetagen stürzten ein, die Fassade wies große Löcher auf.
Eine Restaurierung des Gebäudes wird ausgeschlossen, weshalb die Schule abgerissen werden soll, um danach binnen weniger Monate einen Neubau errichten zu können. Ab dem 11. April 2022 wurde begonnen, den Unterricht online wieder aufzunehmen. Anfang Juni 2022 tanzten Schüler demonstrativ ihren Abschlusswalzer vor der Ruine.

## Baubeschreibung
Der palastartig gestaltete Bau war weitgehend baugleich mit der Schule Nr. 1 in Tschernihiw oder auch den Schulen Nr. 32, Nr. 36 und Nr. 40 in Mariupol. Die starke Ähnlichkeit lässt vermuten, dass der Entwurf vom gleichen Architekten stammte und es sich um einen Typenbau handelte. Das Bauwerk bestand aus einem entlang der Schewtschenko-Straße gezogenen Baukörper, der drei nach Nordwesten ragende Risalite aufwies. Der Haupteingang wurde durch drei rundbogige Fensterrahmen sowie die Aussparung von Fensterachsen hervorgehoben. Über ihm stand auf Ukrainisch und Deutsch „Erfolg im Lernen – Erfolg im Leben!“
Insgesamt war das Gebäude über 100 Meter lang und wies 38 Fensterachsen auf. Das weitgehend symmetrische Aussehen des Gebäudes wurde nur durch den neunachsigen Anbau im Nordosten der Schule leicht gestört, welcher sich aber bewusst abhob und somit als spätere Ergänzung erkennbar war. Seine Etagen waren nicht an den Hauptbau angepasst worden: Der Hauptgebäudeteil war dreigeschossig mit je sieben Achsen links und rechts des Hauptrisalits, der Anbau zweigeschossig. Auf Fassadenschmuck wurde weitgehend verzichtet, allerdings erfolgte beim Hauptgebäude eine weitere horizontale Gliederung durch Friese sowie eine vertikale Gliederung durch farblich hervorgehobene senkrechte Elemente, die Pilaster andeuteten.